# Miletus hierophantes
Miletus hierophantes är en fjärilsart som beskrevs av Hans Fruhstorfer 1915. Miletus hierophantes ingår i släktet Miletus och familjen juvelvingar. Inga underarter finns listade i Catalogue of Life.